# Sean Considine
(en) Statistiques sur pro-football-reference
Sean Considine (né le 28 octobre 1981 à Dixon) est un joueur américain de football américain.

## Enfance
Considine joue avec l'équipe des Tigres de Byron de son école de la ville de Byron où il est un des meilleurs joueurs de l'équipe.

## Carrière

### Université
Il entre à l'université de l'Iowa où il commence à jouer avec l'équipe des Hawkeyes.

### Professionnel
Sean Considine est sélectionné au quatrième tour du draft de la NFL de 2005 par les Eagles de Philadelphie au 102e choix. Il fait ses débuts en NFL le 2 octobre 2005 contre les Chiefs de Kansas City et joue six matchs ensuite, surtout dans l'équipe spéciale. Le 14 novembre, contre les Cowboys de Dallas, il se disloque l'épaule et est déclare inapte pour le reste de la saison.
En 2006, il joue tous les matchs de la saison dont neuf comme titulaire, remplaçant Michael Lewis, effectuant 107 tacles, vingt-six en équipe spéciale, 1,5 sacks, une interception, une provocation de fumble et deux récupérés. Il joue ensuite en play-offs lors dans la wild card contre les Giants de New York et contre les Saints de la Nouvelle-Orléans, faisant treize tacles. Il joue les huit premiers matchs de la saison 2008 mais se blesse gravement une nouvelle à l'épaule, ce qui l'écarte des terrains pour la saison, bloquant son compteur à quarante-sept tacles et une interception.
En 2008, Considine est surtout positionné dans l'équipe spéciale avec qui il fait trente-deux tacles avant d'effectuer quelques matchs comme safety. Le contrat de Sean n'est pas prolongé et expire.
Le 27 février 2009, il signe avec les Jaguars de Jacksonville où il joue onze matchs dont six comme titulaire en 2009 avant de changer de position de safety (passant de strong safety à free safety) en 2010 jouant quatorze matchs dont cinq comme titulaire
Il signe durant la off-season 2011 avec les Panthers de la Caroline, faisant le camp d'entrainement. Libéré le 6 septembre, il revient dans l'effectif des Panthers trois jours plus tard, jouant quatre matchs avant d'être libéré le 10 octobre.
Le lendemain, il signe avec les Cardinals de l'Arizona pour pallier la blessure de Kerry Rhodes. Il entre au cours de huit matchs mais n'est pas conserver parmi l'équipe à la fin de la saison. Le 23 mars 2012, il signe avec les Ravens de Baltimore.